# 태국의 로마 가톨릭 교구 목록
태국의 로마 가톨릭 교구는 2개관구에 2개 관구장좌 대교구와 8개 일반교구로 구성된다

## 교구

### 방콕 관구(Province of Bangkok)
- 방콕 관구장좌 대교구(Metropolitan Archdiocese of Bangkok)
- 짠타부리 교구( Diocese of Chanthaburi)
- 치앙마이 교구( Diocese of Chiang Mai)
- 나콘사완 교구( Diocese of Nakhon Sawan)
- 랏차부리 교구( Diocese of Ratchaburi)
- 수랏타니 교구( Diocese of Surat Thani)

### 타레와 논성 관구(Province of Thare and Nonseng)
- 타레 와 논성 관구장좌 대교구(Metropolitan Archdiocese of Thare and Nonseng)
- 나콘라차시마 교구( Diocese of Nakhon Ratchasima)
- 우본라차타니 교구( Diocese of Ubon Ratchathani)
- 우돈타니 교구( Diocese of Udon Thani)